# Esperantinópolis (ort)
Esperantinópolis är en ort i Brasilien.   Den ligger i kommunen Esperantinópolis och delstaten Maranhão, i den nordöstra delen av landet, 1 300 km norr om huvudstaden Brasília. Esperantinópolis ligger 51 meter över havet och antalet invånare är 13 166.
Terrängen runt Esperantinópolis är platt. Det finns inga andra samhällen i närheten.
Omgivningarna runt Esperantinópolis är huvudsakligen savann. Runt Esperantinópolis är det glesbefolkat, med 20 invånare per kvadratkilometer.